# 出張
出張（しゅっちょう）とは、社員・職員が業務のために、普段の勤務地とは異なる場所に出向く行為を指す。

## 概要
一般には一日以上職場を離れる場合を指し、勤務地を離れる時間が数時間程度の場合は「外出」と称する。国家公務員の出張については、国家公務員等の旅費に関する法律（昭和25年4月30日法律114号）の第2条第1項第6号において、「職員が公務のため一時その在勤官署（常時勤務する在勤官署のない職員については、その住所又は居所）を離れて旅行し、又は職員以外の者が公務のため一時その住所又は居所を離れて旅行することをいう。」と定義されている。
元々は「でばる（ではる）」という言葉で、仕事や戦いのために他所へ出向いて陣を張る事を指した。「でばる」に「出張る」という字を当て、これを音読みしたのが「しゅっちょう」である。
一日限りの出張は日帰り出張と呼ばれる。一方、長く職場を離れるものは長期出張と呼ばれるが、何日ないしは何ヶ月以上のものを「長期」とするかは会社により様々である。
交通費・宿泊費は会社の負担となり、一定額の出張手当（日当）が支給されるのが一般的である。

## 利用交通機関の座席
移動に際しては、役員や幹部社員・職員はグリーン車・ビジネスクラス、一般社員・職員は普通車・エコノミークラス、のように、その地位により交通機関利用の際の座席に差をつけることが一般的である（例えば、東海道・山陽新幹線沿線の在京・在阪・在名企業の場合、EX-ICカードが支給される場合があるなど）。
但し幹部社員・職員であっても、移動距離が短い場合は普通車・エコノミークラスのみ、と制限されることも多い。
こういった座席の運用は、会社の経営状態が思わしくない際には、経費削減の一環として見直される部分である。

## 宿泊施設
一日を越える出張では宿泊施設が必要になり、多くの場合ホテルが利用される。その中でも、出張者の需要に特化したものがビジネスホテルである。
多くの会社では宿泊費の限度額を定めているが、それは出張地の物価を反映したものになっている。
出張地に企業の独身寮などが存在する場合は、その空き部屋を利用するなどして、経費削減が図られる場合がある。
また長期出張の場合はホテルでなく、ウィークリーマンション、マンスリーマンションといった短期賃貸マンションが利用される例も多い。

## 出張手当
出張手当（日当）は、社員の移動の負担や、通常とは異なる環境での業務に対する「労い賃」の性格を持つと共に、手当の支給を条件に、残業手当を不支給とする企業が多い。
これは、出張時には上長やタイムレコーダーといった手段による実労働時間の把握が困難であることから、残業の有無に関わらず、定額の手当を支給する、と解釈されている。
しかし実際に出張先で大幅な残業を余儀なくされた場合、手当の額では割に合わず、社員・職員の不満の種となりがちであり、労使の常なる課題となっている例も多い。